# Buffalo Bill
William Frederick „Buffalo” Cody (n. 26 februarie 1846, Le Claire⁠(d), Iowa, SUA – d. 10 ianuarie 1917, Colorado, SUA) a fost un soldat american, vânător de bizoni și showman⁠(d). S-a născut în Le Claire⁠(d), teritoriul Iowa⁠(d) (în prezent statul Iowa), dar a locuit timp de câțiva ani în orașul natal al tatălui său din Mississauga⁠(d), Ontario, iar apoi s-a întors alături de familia sa în vestul mijlociu și s-au stabilit în teritoriul Kansas⁠(d).
Buffalo Bill a început să lucreze la vârsta de unsprezece ani, după moartea tatălui său, și a devenit călăreț pentru Pony Express⁠(d) la vârsta de 15 ani. În timpul Războiului Civil American, a servit în armata unionistă din 1863 până la sfârșitul războiului în 1865. A devenit cercetaș civil pentru Armata Statelor Unite ale Americii în timpul Războaielor Amerindiene, fiindu-i oferită în 1872 Medalia de Onoare pentru activitatea sa.
Una dintre cele mai celebre și cunoscute personalități ale vestului sălbatic american, legenda lui Buffalo Bill a început să fie popularizată când acesta avea doar 23 de ani. La scurt timp după, a intrat în lumea spectacolelor western⁠(d). A înființat Buffalo Bill's Wild West în 1883, organizând turnee în Statele Unite și, începând din 1887, în Marea Britanie și Europa continentală.

## Biografie
Cody s-a născut pe 26 februarie 1846, într-o fermă situată în apropiere de Le Claire, Iowa⁠(d). Tatăl său, Isaac Cody, s-a născut pe 5 septembrie 1811 în Toronto Township⁠(d), Canada de Sus, acum parte din Mississauga⁠(d), Ontario, la vest de Toronto. Mary Ann Bonsell Laycock, mama lui Bill, s-a născut în jurul anului 1817 în Trenton, New Jersey. S-a mutat la Cincinnati pentru a preda la o școală, iar acolo l-a cunoscut pe Isaac. Aceasta era descendent al lui Josiah Bunting, un quaker stabilit în Pennsylvania. Nu există dovezi care să indice că Buffalo Bill a fost crescut în această credință. În 1847, cuplul s-a mutat în Ontario, fiul lor fiind botezat William Cody în 1847 la Dixie Union Chapel din comitatul Peel⁠(d) (în prezent municipalitatea regională din Peel⁠(d), Mississauga), nu departe de ferma familiei tatălui său. Capela a fost construită cu banii lui Cody, iar terenul a fost donat de Philip Cody din Toronto Township. Au locuit în Ontario timp de câțiva ani.
În 1853, Isaac Cody și-a vândut pământul din mediul rural Scott County, Iowa, pentru 2000 de dolari, iar familia s-a mutat în Fort Leavenworth⁠(d), teritoriul Kansas. Înainte de războiului civil, Kansas era locul unor dezbateri politice și conflicte legate de problema sclaviei. Tatăl lui Bill milita pentru abolirea sclaviei. Acesta a fost invitat să susțină un discurs la magazinul lui Rively, clădire comercială⁠(d) în care locuitorii pro-sclavie obișnuiau se se întâlnească. Discursul său aboliționist a înfuriat mulțimea atât de tare încât a primit amenințări cu moartea, iar un bărbat l-a înjunghiat de două ori cu un cuțit.
În Kansas, familia sa a fost deseori persecutată de susținătorii sclaviei, iar Issac a petrecut mult timp departe de casă pentru a fi în siguranță. La un moment dat, inamicii săi au plănuit să-l ucidă, când au aflat că urmează să-și viziteze familia. Deși era tânăr și bolnav, Bill a călătorit călare 48 de km pentru a-și avertiza tatăl. Isaac a plecat spre Cleveland, Ohio cu scopul de a convinge un grup de 30 de familii aboliționiste să vină în Kansas. Pe drumul către casă, acesta s-a îmbolnăvit, agravându-i starea de sănătate deja precară, iar în cele din urmă a încetat din viață în aprilie 1857.
După moartea tatălui său, familia a avut probleme financiare. La vârsta de 11 ani, Bill s-a angajat la un curier. Călătorea călare dintr-un capăt în celălalt al trenului, transmițând mesaje șoferilor și muncitorilor. S-a alăturat apoi armatei lui Johnson în calitate de membru neoficial al cercetașilor desemnați să ghideze armata Statelor Unite în Utah pentru a înăbuși o presupusă revoltă a populației mormone din Salt Lake City.
În 1860, la vârsta de 14 ani, Cody a fost cuprins de „febra aurului” odată cu aflarea veștii că s-au descoperit zăcăminte la Fortul Colville⁠(d) și în valea Holcomb⁠(d) din California. Totuși, a întâlnit un angajat al serviciului poștal Pony Express⁠(d) în drum spre regiunile aurifere. S-a alăturat acestora și a început să construiască atât clădiri poștale, cât și țarcuri; la scurt timp după, a devenit curier. A lucrat pentru Pony Express până când mama sa s-a îmbolnăvit și a fost nevoit să revină acasă.